# Royal Golf Club Audenarde
Le Royal Golf Club Audenarde  est un parcours de golf situé dans la commune de Wortegem-Petegem dans la province de Flandre-Orientale (Belgique).  Ce golf réaménagé en 2007  dispose de deux parcours de 18 trous (Le Kasteel et l'Anker). En plus le club dispose d'un petit parcours de 4 trous (le Klooster-course) pour les débutants.
Il reçut la note de 14/20 dans l'edition 2008/2009 du Peugeot Golf Guide.
Le Club house est aménagé dans le nouveau château de Peteghem.